# Risby (Szwecja)
Risby – miejscowość (tätort) w Szwecji, w regionie administracyjnym (län) Västra Götaland, w gminie Kungälv.
Według danych Szwedzkiego Urzędu Statystycznego liczba ludności wyniosła: 218 (31 grudnia 2015), 236 (31 grudnia 2018) i 243 (31 grudnia 2019).